# 費夫齊·恰克馬克
穆斯塔法·費夫齊·恰克馬克（1876年1月12日—1950年4月12日），土耳其元帥和政治人物，曾任土耳其軍方的最高元帥，土耳其總理，在建立土耳其共和國中起過主要作用。1912年爆發的巴爾幹戰爭，擔任師長的恰克馬克開始嶄露頭角。第一次世界大戰期間他指揮鄂圖曼帝國的軍隊。1914年成為將軍，4年後任總參謀長。1920年任蘇丹政府軍政大臣，後來辭職。在1920年－1923年的土耳其共和國建立當中，以武力襄助共和國首任總統阿塔圖爾克·穆斯塔法·凱末爾甚多。是土耳其軍隊擊退希臘，並得以建國的關鍵人物之一。